# Dompierre-sur-Helpe
Dompierre-sur-Helpe é uma comuna francesa na região administrativa de Altos da França, no departamento do Norte. Estende-se por uma área de 13.2 km². Em 2010 a comuna tinha 868 habitantes (densidade: 65,8 hab./km²).